# Терезиенвизе (станция метро)
«Терезиенвизе» (нем. Theresienwiese) — станция Мюнхенского метрополитена, расположенная на линии  и  между станциями «Шванталерхёэ» и «Хауптбанхоф». Станция находится в районе Людвигсфорштадт-Изарфорштадт (нем. Ludwigsvorstadt-Isarvorstadt).

## История
Открыта 10 марта 1984 года в составе участка «Вестендштрассе» — «Карлсплац (Штахус)». Станция расположена около площади Терезиенвизе (нем. Theresienwiese), на которой ежегодно проходит Октоберфест.

## Архитектура и оформление
Однопролётная станция мелкого заложения, планировались архитектором Александр фон Бранка (нем. Alexander von Branca). Станция оформлена в мюнхенских цветах (чёрный и жёлтый). Колонны облицованы гранитными плитами. Восемь настенных картин, выполненные Рикардой Диц (нем. Ricarda Dietz), рассказывают об аттракционах на Октоберфесте. Западный выход не имеет вестибюля и выходит сразу на площадь. Имеет два выхода по обоим концам платформы. Примерно на высоте человеческого роста по всей путевой стене проходит жёлтая полоса. В восточном торце платформы расположен лифт. Посередине станции сделана наблюдательная кабина, которая была единственной в мюнхенском метро до реконструкции станции «Фрёттманинг», для координирования пассажиропотока во время Октоберфеста.

## Таблица времени прохождения первого и последнего поезда через станцию

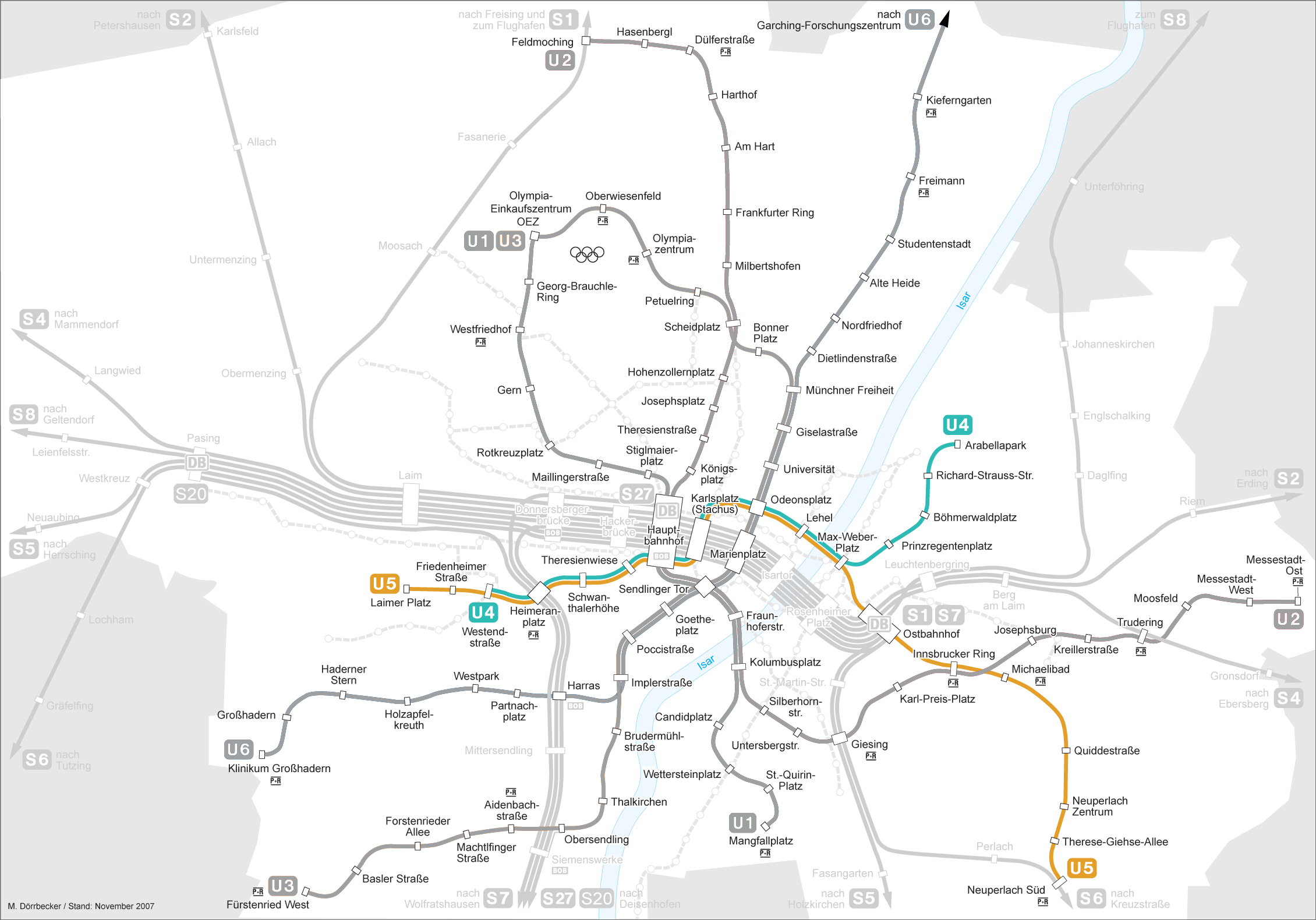
Сеть линий и мюнхенского метро

|                                  | Воскресенье — Четверг (ч:мм) | Пятница — Суббота (ч:мм) |
|                                  | первый                       |                          |
| последний                        |                              |                          |
| В сторону станции «Шванталерхёэ» | 4:36                         | 4:36                     |
| В сторону станции «Шванталерхёэ» | 1:18                         | 2:18                     |
| В сторону станции «Хауптбанхоф»  | 4:27                         | 4:27                     |
| В сторону станции «Хауптбанхоф»  | 1:09                         | 2:09                     |

## Пересадки
Нет возможности пересадки на другие виды общественного транспорта.
| Предыдущая станция | Расстояние | Линия | Расстояние | Следующая станция |
| ------------------ | ---------- | ----- | ---------- | ----------------- |
| Шванталерхёэ       | 927 м      |       | 711 м      | Хауптбанхоф       |
| Шванталерхёэ       | 927 м      |       | 711 м      | Хауптбанхоф       |